# Blera equimacula
Blera equimacula är en tvåvingeart som beskrevs av Huo, Ren och Zheng 2007. Blera equimacula ingår i släktet stubblomflugor, och familjen blomflugor. Inga underarter finns listade i Catalogue of Life.